# Кравченко Петро Іванович
Петро Іванович Кра́вченко (8 липня 1926, Кавказ — 11 серпня 2010, Одеса) — український скульптор; член Спілки художників України з 1962 року. Батько живописця Тараса Кравченка.

## Біографія
Народився 8 липня 1926 року у селі Кавказі (нині Баштанський район, Миколаївська область, Україна). Брав участь у німецько-радянській війні. 1950 року закінчив Одеське художнє училище, був учнем Михайла Жука, Леоніда Мучника, Вячеслава Токарєва, Антона Чубіна.
Після здобуття освіти працював в артілі «Керамік» у місті Полонному; з 1953 року скульптором Херсонського товариства художників; протягом 1957—1991 років скульптором у Одеському художньо-виробничому комбінаті. Мешкав в Одесі в будинку на вулиці Торговій № 2, квартира № 20. Помер в Одесі 11 серпня 2010 року.

## Творчість
Працював в галузі станкової та монументальної скульптури. Автор пам'ятників, меморіальних дощок, пам'ятних знаків, декоративно-паркових композицій. Серед робіт:
станкові скульптури
- «Відмінник» (1954);
- «Богдан Хмельницький» (1955);
- «Автопортрет» (1956);
- «Тарас Шевченко» (1956);
- «Подруги» (1957);
- «Микола Добролюбов» (1958);
- «У життя» (1958);
- «Лейтенант Петро Шмідт» (1960);
- «Син Тарас» (1961);
- «Ференц Ліст» (1962);
- «Дніпрова Чайка» (1964);
- «О. Соколов» (1969);
- «Маруся Чурай» (1971);
- «Батько» (1973);
- «Біля вогню» (1977);
- «Дружина» (1979);
- «Студент» (1980);
- «Лев Толстой» (1980);
- «Хліб» (1981);
- «Син» (1982);
- «Осінь» (1983);
- «Мати» (1985);
- «Мати й тато» (1986);
- «Жіночий портрет» (1990);
- «Хлопчик» (1994);

барельєфи
- «Адмірали російського флоту» (1956, Херсонський суднобудівно-судноремонтний завод);
- «Тарас Шевченко» (1987);

пам'ятники
- героям революції в Одесі на Куликовому полі (1960);
- Петру Ніщинському в Ананьїві (1976);
- Тарасу Шевченку в селі Миколаївці Одеської області (1997);

меморіальні дошки в Одесі
- Івану Котляревському (1975);
- Петру Ніщинському (1976);
- Івану Франку (1976);
- Антону Чехову (1981);

інше
- декоративна композиція «Дівчина з виноградним гроном» в Одесі в піонеському таборі (1959);
- погруддя:
  - Й. де Рабаса і Ф. де Волана в Одеському морському порту (1993);
  - отаманів чорноморського козацького війська Захарія Чепіги та Антона Головатого в музеї Одеського морського торгового порту (1998);
- пам'ятний знак «Старе козацьке поховання» в селі Усатовому Одеської області (2003).

Брав участь у міських та обласних виставках з 1950 року, всеукраїнських з 1957 року, всесоюзних з 1958 року. Персональні виставки відбулися в Одесі у 1977—1978, 2000—2001 і 2005 роках та Херсоні у 1978 році.
Деякі роботи зберігаються в Кіровоградському обласному, Миколаївському, Сімферопольському, Херсонському художніх музеях, Київському музеї театрального, музичного та кіно-мистецтва України, краєзнавчих музеях у Каховки та Варни.